# Toller

Toller est une revue scénique de Tankred Dorst créée en novembre 1968 sous la direction de Peter Palitzsch dans la Kleinen Haus du théâtre d'État du Wurtemberg à Stuttgart. Peter Roggisch a endossé le rôle titre. 
L'Empire allemand n'existe plus après la guerre perdue. Ernst Toller se mêle en 1919 à la république des Conseils de Bavière avec d'autres personnalités anarchistes, comme B. Traven, Gustav Landauer et des communistes. Cette république a une existence brève, car le président du Reich Ebert fait écraser la même année cette République par le ministre de la Reichswehr Gustav Noske. Toller est arrêté pour sa participation à la révolution. Condamné à mort, sa peine est commuée en cinq ans de prison.

## Aperçu
Dans la pièce, le personnage principal, « l'idéaliste naïf » politiquement inexpérimenté Ernst Toller, président de l'USPD bavarois, traite avec le révolutionnaire professionnel et communiste Eugen Leviné. Il s'avère que Toller, "Président du Conseil central de la République soviétique de Bavière", n'a mis fin à rien : la "bourgeoisie n'est pas désarmée", les " grands propriétaires terriens ne sont pas expropriés", la presse n'est pas nationalisée, le secret bancaire n'est pas levé et les salaires des travailleurs ne sont pas relevés.  
Leviné et Toller sont jugés. Le communiste russe est exécuté et Toller est condamné à cinq ans de prison, peut-être grâce à une requête en grâce signée par Thomas Mann, Max Halbe, Carl Hauptmann et Bjørn Björnson. Toller se suicide en 1939 à New York.

## Contenu
Au début de la pièce, lors d'une réunion constitutive du « conseil central provisoire » du 6 avril 1919, dans le Wittelsbachpalais, un certain nombre de déclarations de base sont lues. Gustav Landauer, par exemple, rompt avec le gouvernement berlinois dirigé par le SPD parce qu'il est "réactionnaire". Landauer rejette également les communistes. Marx n'a pas découvert le "mécanisme de l'histoire", mais l'a inventé. 
Toller nomme Landauer ministre de l'Éducation. En contrepartie, Landauer propose à Toller de présider la République soviétique. Toller réagit sensiblement. D'une part, dit-il, il manque d'expérience et il faut agir rapidement. D'un autre côté, il ne veut pas non plus être considéré comme un imbécile et se retourne contre les vrais politiciens qui ont tué Kurt Eisner. "Maintenant, c'est notre tour", dit-il.

## Productions
L'auteur est devenu internationalement connu avec la pièce jouée notamment à :   
- 1970, Stadsschouwburg Amsterdam, mise en scène par Walter Tillemans[5] ,
- 1971, Piccolo Teatro di Milano, mise en scène par Patrice Chéreau[6] ,
- 1973, Théâtre national populaire Villeurbanne, mise en scène par Patrice Chéreau[7].